# Audi 200 C2
Der Audi 200 C2 (interne Bezeichnung: Typ 43) war ein Fahrzeug der oberen Mittelklasse, das Audi von Herbst 1979 bis Sommer 1982 produzierte. Er basiert auf dem Audi 100 C2, wurde jedoch als luxuriösere Variante positioniert.
Ausschließlich mit Fünfzylinder-Ottomotoren ausgestattet, war die erste Modellreihe bis 1982 nur als viertürige Limousine mit Frontantrieb erhältlich.

## Modellgeschichte

### Allgemeines
Der Audi 200 debütierte im September 1979 auf der IAA in Frankfurt und markierte Audis ersten Schritt in die Oberklasse. Angetrieben wurde er von einem 2,1-Liter-Fünfzylindermotor als Audi 200 5E, ab Februar 1980 ergänzt durch den turboaufgeladenen Audi 200 5T mit 125 kW (170 PS). Ein Fünfzylindermotor mit Turbolader war damals einzigartig. In den USA wurde diese Version als Audi 5000 S Turbo vermarktet.
Ursprünglich war der Einbau eines Wankelmotors (mit ebenfalls 125 kW) geplant, von der einige Vorserienfahrzeuge entstanden. Der Plan wurde allerdings aufgrund schwierig einzuhaltender Abgasgrenzwerte verworfen. Damit beendete Audi das NSU-Erbe und etablierte sich als ernsthafter Mitbewerber im Premiumsegment. Ein erhaltenes Wankel-Exemplar steht heute im Audi museum mobile in Ingolstadt.

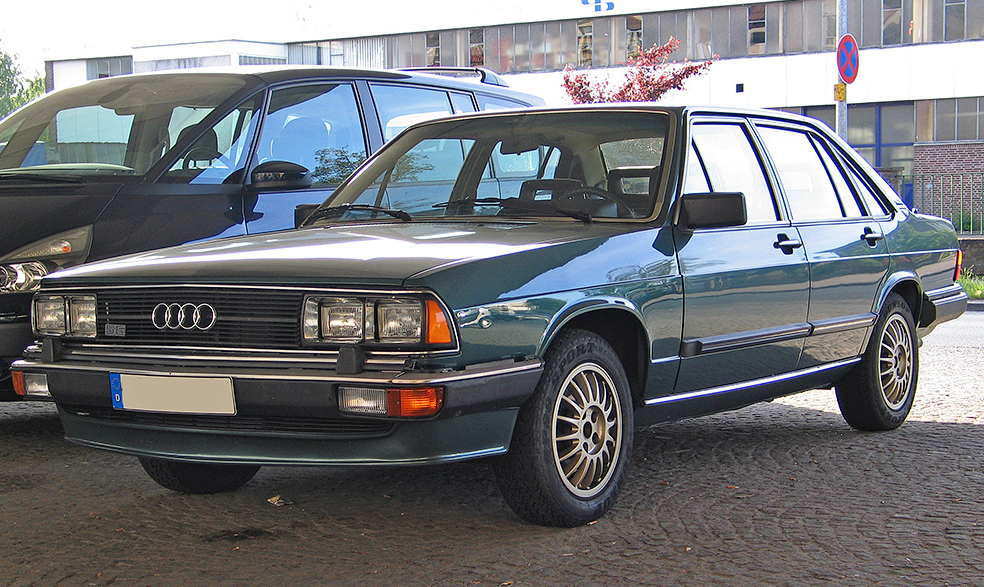
Audi 200 5E
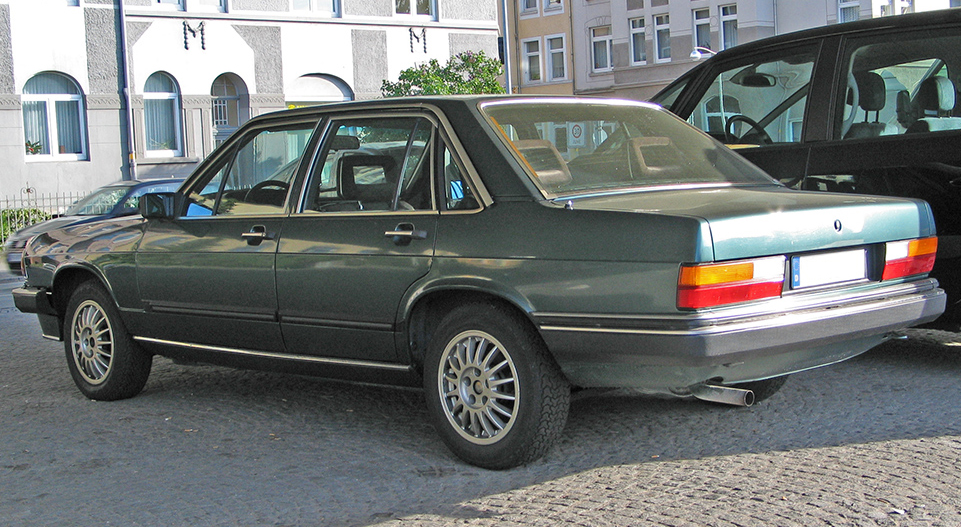
Audi 200 5E (Heckansicht)
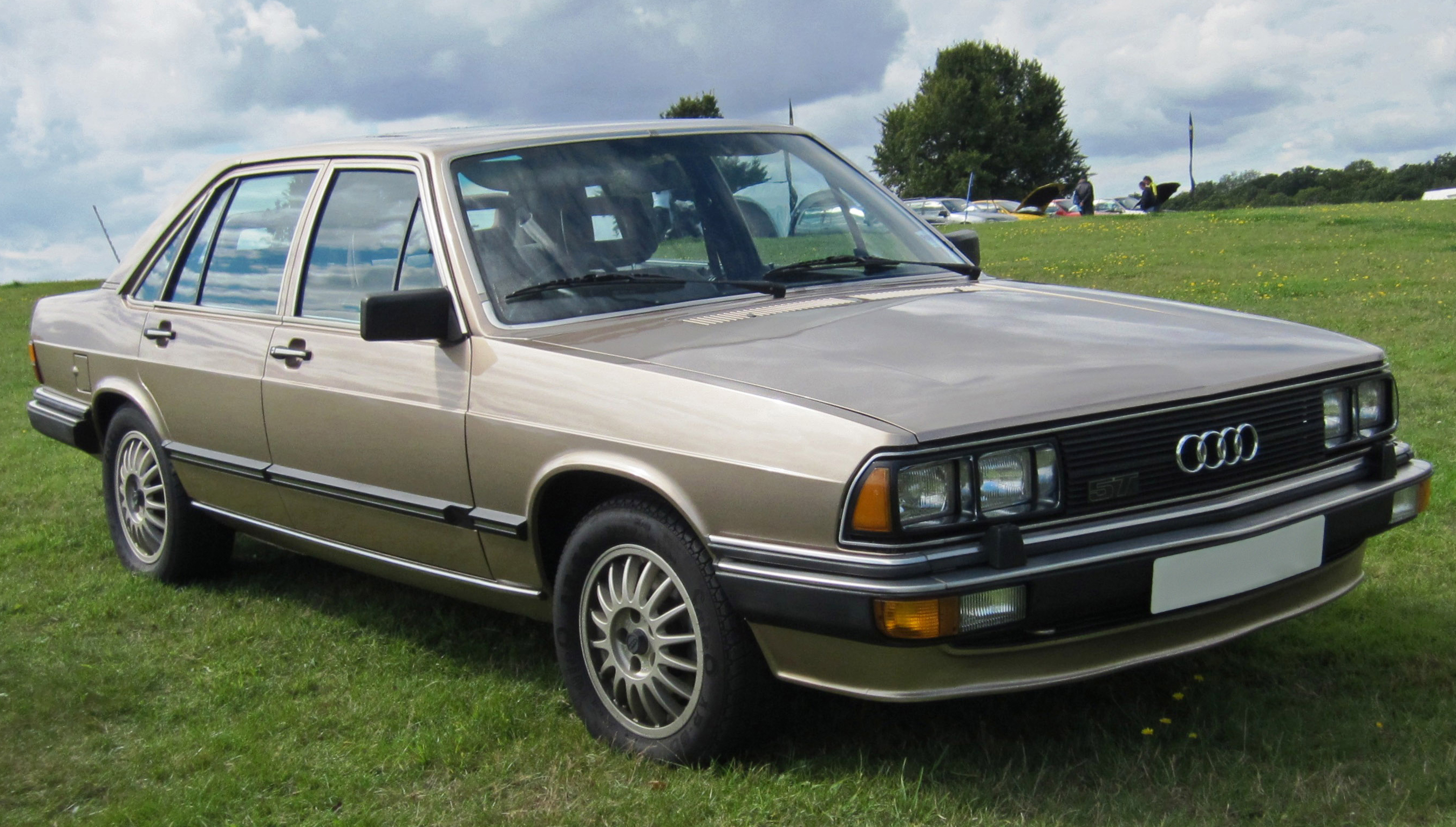
Audi 200 Turbo

### Unterschiede zum Audi 100
Die Karosserie des Audi 200 C2 ist vollkommen identisch mit der des Audi 100. Äußerlich unterschied er sich durch ein sportlicheres Erscheinungsbild (u. a. Doppelscheinwerfer im US-Stil, tiefere Linienführung, Frontspoiler, schwarze Kunststoffstoßstangen). Im Innenraum setzte der 200 auf hochwertige Materialien, es gab eine Ladedruckanzeige, eine Digitaluhr und plüschige Veloursbezüge – ein wahrer Gegensatz zu den nüchternen Konkurrenten. Kritiker sahen ihn dennoch als „aufgebrezelten Audi 100“.
Das Fahrwerk bot eine minimal breitere Spur, Leichtmetallräder von Ronal und hinten Scheibenbremsen. Dabei kam erstmals der bei Audi bis heute übliche 112-mm-Lochkreis (mit fünf statt bisher vier Radbefestigungsschrauben) zum Einsatz. Bei der nur im 200 lieferbaren Turbo-Version wurde das Schaltgetriebe gegenüber dem 5E im fünften Gang kürzer übersetzt, sodass der Wagen stärker beschleunigte und trotzdem beachtliche 202 km/h erreichte.
Der Turbomotor (Hubraum 2144 cm³, Verdichtung 7,0) leistete 170 PS bei 5300/min und hatte ein Drehmoment von 265 Nm (bei 3300/min). Er verfügte über natriumgefüllte Auslassventile und einen Nickel-Eisen-Abgaskrümmer. Der Turbolader erreichte bei Volllast eine Drehtahl von 100.000 1/min und einen Ladedruck von bis zu 82 kPa, unterstützt durch einen Ölkühler. Einen Ladeluftkühler zur weiteren Leistungssteigerung gab es indes nur im Audi quattro.

### Ausstattung
Schon die Basisversion des Audi 200 bot Metalliclack, Zentralverriegelung, elektrische Fensterheber, ein Stereo-Kassettenradio, Velourssitze und vier Kopfstützen – inklusive zwei veloursbezogener „Ruhekissen“. Die Instrumententafel und Mittelkonsole wurden leicht überarbeitet, ergänzt durch neue Stoffdesigns. Optional gab es Ledersitze, Klimaanlage, Tempomat, elektrische Sitzverstellung oder ein Automatikgetriebe.
Ab September 1980 war ein Antiblockiersystem von Bosch gegen Aufpreis erhältlich. Mit dem Modelljahr 1982 kamen Detailverbesserungen, etwa die Lederfarbe „Sierra“ (hellbeige) und eine erweiterte Farbpalette. Der Fünfzylinder mit Einspritzung hatte ab 1981er Modelljahr keine eigene Bezeichnung mehr, sondern hieß schlicht Audi 200, das Turbomodell wurde nun als Audi 200 Turbo bezeichnet. Die Produktion endete im August 1982 mit 51.000 Einheiten. Einen Avant gab es nicht serienmäßig, nur ein Einzelstück entstand bei Artz.

### Außenlackierungen
|                                          |                                   |                                       |                                        |                                       |                                   |
| Diamantsilbermetallic (L 97 A) 1979–1982 | Gobimetallic (LY 1 V) 1981–1982   | Heliosblaumetallic (L A5 Y) 1979–1981 | Inarisilbermetallic (L 94 A) 1979–1982 | Indianarotmetallic (L A3 V) 1979–1981 | Kupfermetallic (L 95 F) 1979–1980 |
| Lhasametallic (L A6 V) 1981–1982         | Meteormetallic (L Y7 Z) 1981–1982 | Onyxmetallic (L D6 V) 1980–1981       | Saturnmetallic (L Y4 V) 1980–1981      | Surinammetallic (L A3 Y) 1981–1982    | Schwarz (L 041) 1980–1982         |

## Technische Daten
| Modell                      | Audi 200 5E        | Audi 200 5T                         |
| --------------------------- | ------------------ | ----------------------------------- |
| Motorkennbuchstaben         | WC                 | WJ                                  |
| Hubraum in cm³              | 2144               | 2144                                |
| Zylinder                    | 5                  | 5                                   |
| Leistung in PS / kW         | 136 / 100          | 170 / 125                           |
| Gemischaufbereitung         | Bosch K-Jetronic   | Bosch K-Jetronic mit Turboaufladung |
| Abmessungen L / B / H in mm | 4695 / 1768 / 1390 |                                     |
| Bereifung                   | 205/60HR15         |                                     |
| Gewicht in kg               | 1260               |                                     |
| Vmax in km/h (Autom.)       | 188 (183)          | 202 (195)                           |
| 0–100 km/h in s (Autom.)    | 10,6 (12,5)        | 8,6 (9,4)                           |
| Bauzeit                     | 1980–1982          | 1980–1982                           |
| Produktionszahl             | 12.452             | 38.807                              |
| Gesamtzahl                  | 51.282             | 51.282                              |

## Rezeption
Der Audi 200 5T galt als Meilenstein: „Vorsprung durch Technik“ wurde durch den 170-PS-Fünfzylinderturbo greifbar. Tester lobten den markanten Klang – parallel zum neuen Audi quattro – sowie die starken Bremsen. Als komfortable Reiselimousine mit Überholprestige überzeugte der 5T, weniger als Kurvenjäger. Die Dreistufenautomatik harmonierte gut mit dem Motor, der dank Turboschub ab 3000/min elastisch zog, auch wenn der Verbrauch unter Volllast stieg.
Als Übergangsmodell schloss der 200 mit dem Auto-Union-Erbe endgültig ab und leitete Audis Premium-Ära ein. Drei Monate nach dem Turbo-Debüt folgte der Audi quattro (März 1980), der viele Komponenten und Gestaltungselemente – Antriebswellen, Turbolader, Ronal-Räder, Doppelscheinwerfer – übernahm. Audi-Chef Ferdinand Piëch prägte diese Zeit mit permanenten Technik-Innovationen: Schon 1977 fügte er dem Audi 100 einen fünften Zylinder hinzu, im Sommer 1979 dann den Turbo.
Roland Hildebrandt schrieb 2023: „In gewisser Weise war der Audi 200 der VW Phaeton seiner Zeit – faszinierende Technik mit höchstem Anspruch, aber optisch zu nah an der Massenware.“ Dennoch legte er den Grundstein für Audis Aufstieg. Heute ist der 200 ein rarer Klassiker, geschätzt für Platz, Komfort und solide Technik.